# Apache Jakarta
El projecte Apache Jakarta (en anglès Apache Jakarta Project) donava cobertura a un conjunt de projectes de programari lliure, escrits en el llenguatge de programació Java, amb l'auspici de la fundació Apache. Tots el productes que sortien del projecte eren publicats amb la llicència Apache.
El projecte s'inicià l'any 1999 per donar cobertura a subprojectes incipients de programari escrit en Java. Amb el pas del temps, i a mesura que anaven madurant, aquest subprojectes abandonaren Apache Jakarta per esdevenir projectes independents. El 21 de desembre de 2011, Apache Jakarta és retirat en no restar cap subprojecte actiu.

## Projectes
- BCEL (Byte Code Engineering Library): Llibreria que permet analitzar, crear i manipular fitxers .class de Java.
- BSF (Bean Scripting Framework): És un conjunt de classes de java que permet que les aplicacions java suportin llenguatges script i accés a objectes i mètodes de llenguatges script.
- Cactus: Entorn de treball que permet proves unitàries en el costat del servidor.
- ECS (Element Construction Set) es tracta d'un API de Java per a generar elements de llenguatges d'etiqueta com HTML i XML.
- JMeter: Aplicació d'escriptori que permet crear i executar proves de funcionament i mesures de rendiment segons diferents protocls..
- JCS (Java Cache System): Sistema de memòria cau per aplicacions del costat del servidor escrites en Java.
- ORO: Conjunt de classes de Java per a utilitzar expressions regulars en aplicacions Java.
- Regexp: Conjunt de classes de Java per a utilitzar expressions regulars en aplicacions Java.

## Altres projectes
Alguns dels projectes que han començat a desenvolupar-se sota el projecte Jakarta ha arribat a un estat de maduresa que els permet formar part de la fundació Apache com ha projecte independent.
- Ant: Eina usada en programació per a l'automatització de tasques mecàniques i repetitives, normalment durant la fase de compilació i construcció. És similar al make del llenguatge C.
- Avalon: Es tracta d'un component i contenidor de Java que utilitza els patrons d'Inversió de Control (IoC).
- Commons: Llibreria d'utilitats de Java.
- DB: Projecte encarregat de la creació i manteniment de solucions de bases de dades. Formen part d'aquest projecte subprojectes com Derby.
- Excalibur: Té com a objectiu el desenvolupament d'un contenidor embegut per aplicar el patró d'Inversió de Control.
- Gump
- HiveMind
- HttpComponents
- James: Es tracta d'un conjunt de mòduls i llibreries escrites en Java amb utilitats per a correu i notícies per Internet.
- Logging: Es tracta d'un conjunt d'aplicacions relacionades amb les missatges de log de les aplicacions. Inclou projectes com log4j, log4cxx o log4php.
- Lucene: Projecte que s'encarrega de desenvolupar aplicacions i llibreries de codi lliure per a la indexació i cerca.
- Maven: És una aplicació per a la gestió de projectes basada en el concepte de POM (project object model).
- POI
- Portals
- Struts: Entorn de treball que adopta el patró Model-Vista-Controlador.
- Taglibs: Repositori de llibreries d'etiquetes JSP.
- Tapestry: Entorn de treball que adopta el patró Model-Vista-Controlador.
- Tomcat: Servidor d'aplicacions web amb servlet i jsp. Acompleix els estàndards de la J2EE.
- Turbine: És un entorn de treball de servlet que permet construir aplicacions web.
- Velocity: És un motor de plantilles basat amb Java que proporciona una llenguatge de plantilles